# Tormentor
Tormentor er et ungarsk black metal-band, som blev dannet i 1987. Bandet gik i opløsning i 1991, men blev aktive igen i 1999.

## Diskografi

### Studiealbum
- 1988: Anno Domini
- 2001: Recipe Ferrum! 777

### Demoer og ep'er
- 1988: 7th Day Of Doom (demo)
- 1989: Black And Speed Metál (split)

## Medlemmer
- Attila Csihar – Vokal, guitar
- Machat St. Zsoltar – Trommer
- Mugambi Zoldun Bwana – Guitar
- Zeno Galoca – Bas

### Tidligere medlemmer
- Szigeti Attila – Guitar
- Farkas György – Bas
- Dubecz Márton – Trommer
- Budai Tamás – Guitar